# Рождение сложности
«Рождение сложности» — научно-популярная книга российского биолога и палеонтолога Александра Владимировича Маркова. Книга впервые вышла в 2010 году в издательстве Corpus, а в 2015 году была переиздана.

## Отзывы и рецензии
Книга получила в основном положительные отзывы за свою актуальность и научную достоверность. Биолог Александр Балакирев посчитал, что сложность и подробность книги являются её достоинствами как научно-популярного произведения.
В 2021 году работа попала в число 40 научно-популярных книг, отобранных экспертами программы «Всенаука» и Комиссии РАН по популяризации науки для бесплатной публикации в Интернете в рамках проекта «Дигитека».

## Награды
В 2010 году книга стала финалистом премии научно-популярной литературы «Просветитель».